# Pleothrix conradti
Pleothrix conradti är en insektsart som först beskrevs av Bolívar, I. 1906.  Pleothrix conradti ingår i släktet Pleothrix och familjen vårtbitare. Inga underarter finns listade i Catalogue of Life.